# Celinki (Wilkowo Polskie)
Celinki – przysiółek wsi Wilkowo Polskie w Polsce, położony w województwie wielkopolskim, w powiecie grodziskim, w gminie Wielichowo.
W latach 1975–1998 Celinki administracyjnie należały do województwa poznańskiego.
Na południe od Celinek przepływa Zagumski Rów.
Folwark Celinki był wzmiankowany pod koniec XIX wieku. 